# Еникеев, Тан Гумерович
Тан Гумерович Еникеев (тат. Таң Гомәр улы Еникеев, род. 1 октября 1948 года) — сценограф. Народный художник Российской Федерации (2021). Заслуженный деятель искусств Российской Федерации (1994) и Башкирской АССР (1980). Член Союза художников (1977), член Союза театральных деятелей (1979). Лауреат Государственной премии Российской Федерации (1996).

## Биография
Тан Гумерович Еникеев родился 1 октября 1948 года в Уфе. Происходит из рода дворян касимовских татар -  Еникеевых.
В 1975 году окончил Московский художественный институт им. В. И. Сурикова (педагоги В. Ф. Рындин, М. М. Курилко). Два года работал стажером в театре им. Е. Вахтангова.
С 1973 года работал художником-постановщиком, в 1980—2000 годах — главным художником Башкирского академического театра драмы.
В 2000 году Тан Еникеев переехал в Оренбург. Работал в Оренбургском драматическом театре.
Т. Еникеевым оформлено около 200 спектаклей в театрах РБ и РФ.

## Работы
«Выбирая путь театрального художника,  я, может быть, сначала и не предполагал, насколько это интересная профессия. Чем больше узнавал о ней, тем больше нравилась, — буквально всем: ритмом, масштабностью. И потом для меня неразделимые понятия — живописец и сценограф. Сценограф не может не быть живописцем».
Т. Еникеев оформил спектакли БАТД: «Ташлама утты, Прометей!» («Не бросай огонь, Прометей!», 1977), «Диктаторға ат бирегеҙ!» («Коня диктатору!», 1982), «Ай тотолган тондэ» (1992) М.Карима; "Яҙмыштарҙан уҙмыш бар!.. " («И судьба — не судьба!..») Р. В. Исрафилова по повести М. Карима «Оҙон-оҙаҡ бала саҡ»; «Ҡыҙыл паша» («Красный паша», 1982) Н.Асанбаева; «Иҫ китмәле мөгөҙлө шәп ир» («Великодушный рогоносец», 1994) Ф.Кроммелинка; «Бибинур, ах, Бибинур!..» (1995) Ф. М. Булякова.
Является автор декораций к оперным и балетным спектаклям в БГТОиБ: «Пер Гюнт» (1983) Э.Грига, «Скрипка Ротшильда» (1987) В. И. Флейшмана — Д. Д. Шостаковича и др.
В Оренбурге оформил более 35 спектаклей, включая: «Дон Жуан» Мольера, «Капитанская дочка» А. С. Пушкина, «Маскарад» М. Ю. Лермонтова, «Фредерик, или Бульвар преступлений» Э.-Э.Шмитта, «А зори здесь тихие…» Б. Васильева, «Великодушный рогоносец» Ф. Кроммелинка, «Свидания в предместье» А. Вампилова и другие.

## Выставки
Т. Еникеев — участник отечественных художественных выставок с 1972 года, международных — с 1975 года.
"Золотой свет в сумерках" - Оренбургский областной музей изобразительных искусств - 2014 г.

## Награды и звания
- Народный художник Российской Федерации (2021).
- Заслуженный деятель искусств Российской Федерации (29 декабря 1994) — за заслуги в области театрального искусства
- Заслуженный деятель искусств Башкирской АССР (1980).
- Дипломант фестиваля «Московская театральная весна» (1983).
- Дипломант Международного театрального фестиваля тюркских народов «Науруз» (1998, Казань).
- Государственная премия РФ в области литературы и искусства (1996).
- Премия имени Г. Саляма (1981).
- Лауреат международного фестиваля «Туганлык» (1996, Уфа).